# Christoph Lanz

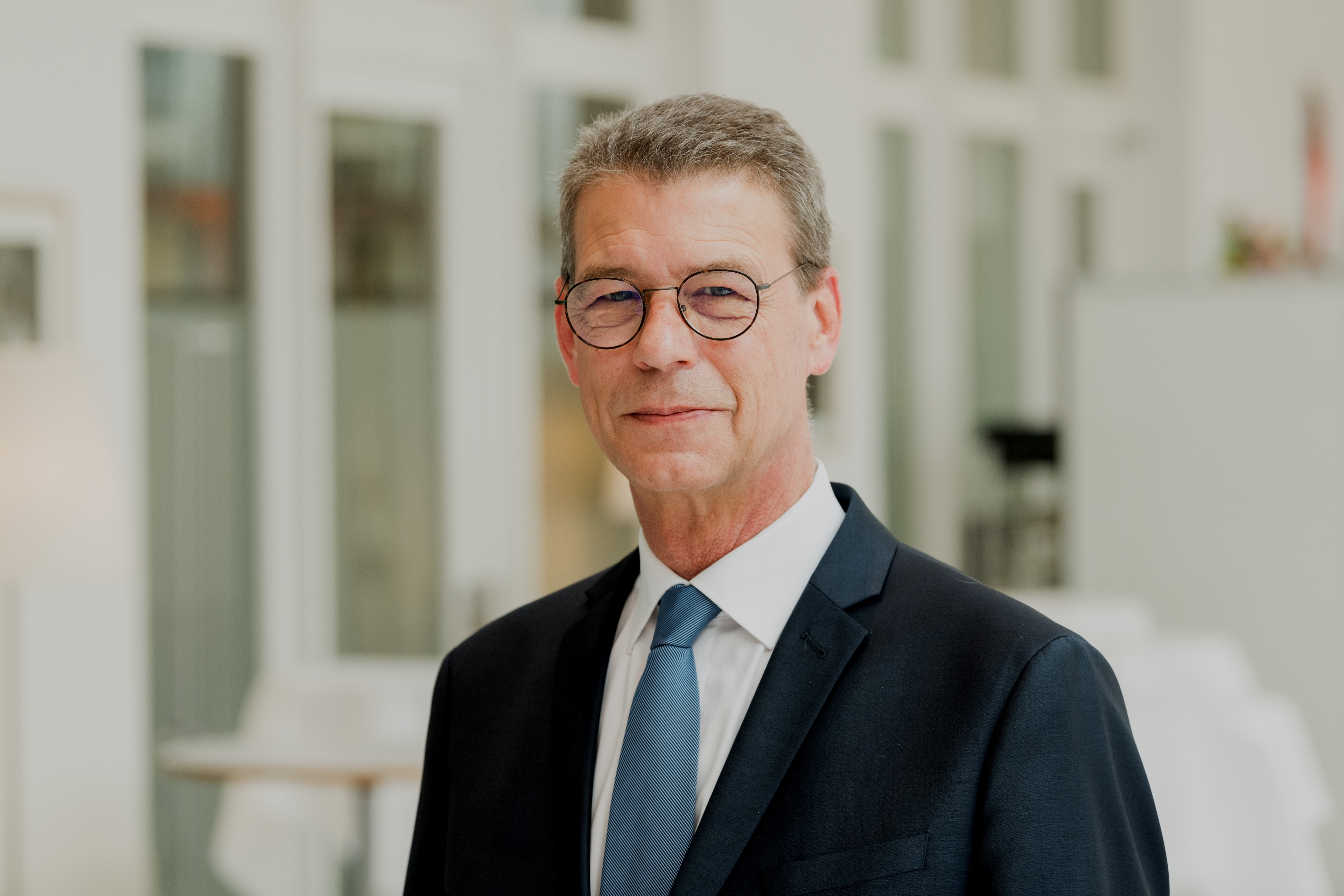
Christoph Lanz in Berlin, 2018

Christoph Lanz (* 1959 in Darmstadt) ist ein deutscher Journalist und Medienberater. Er ist Trustee der Thomson Foundation, UK und ist Head of the Board der Thomson Media Germany, gGmbH.
 Lanz ist Mitglied des Beirats des M100 Sanssouci Colloquiums Potsdam.

## Leben
Lanz volontierte beim Darmstädter Echo von 1979 bis 1981. Nach der Ausbildung begann er seine journalistische Karriere für den Südwestfunk (SWF 3) als Reporter und Redakteur in Baden-Baden. 1984 ging er nach New York, wo er als freier Hörfunk-Korrespondent für die ARD und RTL tätig war. Danach arbeitete er 1985–1989 für RIAS 2 in Berlin, zuerst als Chef vom Dienst, dann als stellvertretender Programmchef. 1987 war Lanz Mitorganisator der RIAS-2-Hörfunkübertragung und Moderator des „Concert for Berlin“ am Reichstag. Im Verlauf dieses dreitägigen Konzertes kam es in Ost-Berlin rund um das Brandenburger Tor zu Auseinandersetzungen zwischen ostdeutschen Jugendlichen und der DDR-Volkspolizei mit hunderten Festnahmen. Erstmals waren dabei auch Rufe zu hören wie „Gorbi, Gorbi“ und „Die Mauer muss weg!“
1989 wechselte Lanz zum kommerziellen Radio FFH in Frankfurt, wo er ein Jahr lang als stellvertretender Programmdirektor und Chefredakteur tätig war. In dieser Zeit übernahm Radio FFH auch die Marktführerschaft im hessischen Radiomarkt.
1990 kehrte Lanz zum RIAS zurück, dieses Mal allerdings als Moderator bei RIAS TV. Im März 1992 wurde er mit 31 Jahren Chefredakteur des Senders. Nach den politischen Umwälzungen in Deutschland und der folgenden Auflösung von RIAS TV übernahm die Deutsche Welle die Studios und Einrichtungen von RIAS TV in Berlin und startete DW-TV. Lanz verblieb auch bei DW-TV in der Position des Chefredakteurs und prägte die frühen Jahre des Auslandsfernsehens mit. 1998 war er für den Relaunch von DW-TV hin zu einem Nachrichten-, Informations- und Kulturkanal verantwortlich.
Ab 2002 war er bis Anfang 2012 Fernsehdirektor, danach Multimediadirektor Global der Deutschen Welle. In dieser Eigenschaft verantwortete er auch die aktuellen Internet- und Social-Media-Auftritte der Deutschen Welle. Christoph Lanz führte 2002 das arabische TV-Programm der Deutschen Welle ein. Ebenfalls 2002 startete er ein TV-Nachrichtenangebot für Afghanistan in den Landessprachen Dari und Paschtu. Im Februar 2012 verantwortete Lanz die Neuausrichtung des Fernsehens der Deutschen Welle mit dann insgesamt sechs Kanälen in unterschiedlichen Sprachen.
2006 interviewte Christoph Lanz zusammen mit Gerhard Fuchs vom Bayerischen Rundfunk (BR), Thomas Bellut für das ZDF und mit Eberhard von Gemmingen SJ von Radio Vatikan Papst Benedikt XVI., in der Sommerresidenz des Papstes in Castel Gandolfo. Es ist bis heute das erste Interview seiner Art mit einem Papst.
2010 gewann Christoph Lanz zusammen mit Max Hofmann den RIAS-Preis in der Kategorie Neue Medien für die Animation „Eingemauert!“.
Lanz war an verschiedenen Universitäten als Lehrbeauftragter tätig:
- Freie Universität Berlin (1987/1988)
- Universität Leipzig (1995)
- Hochschule Mittweida (1996, 2014)
- Westfälische Wilhelms-Universität, Münster (1997)
- University of Melbourne, Honorary Fellow (seit 2010)

Lanz lebt mit seiner Frau und seinen beiden Söhnen im Berliner Ortsteil Schöneberg des Bezirks Tempelhof-Schöneberg.